# Ascotis nigrofasciata
Ascotis nigrofasciata är en fjärilsart som beskrevs av Höfner 1918. Ascotis nigrofasciata ingår i släktet Ascotis och familjen mätare. Inga underarter finns listade i Catalogue of Life.